# 스페인의 민족주의와 지역주의

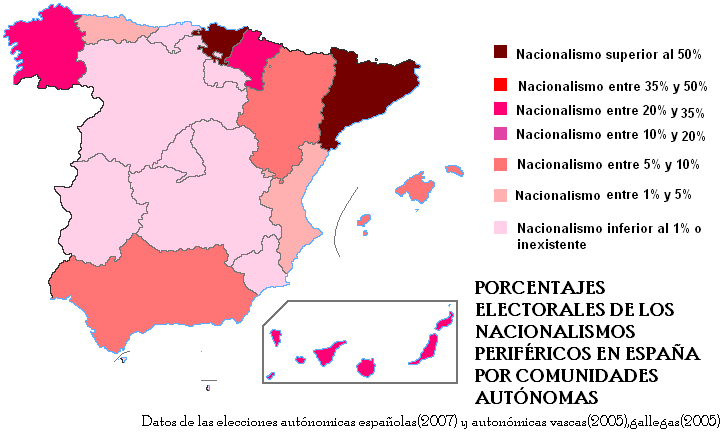
각 지역별 민족정당 지지율

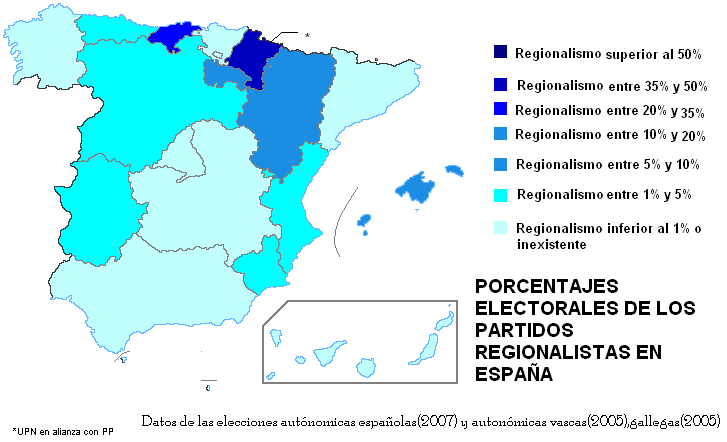
각 지역별 지역정당 지지율

역사적으로 현대 스페인은 여러 독립적인 이베리아반도의 왕국들(아스투리아스, 레온, 갈리시아, 카스티야, 나바레, 아라곤, 카탈루냐, 마조르카, 발렌시아, 그라나다 등)이 왕위계승, 정복활동 및 지배계층의 의지에 따라 합쳐진 결과물이다.
이 각각의 왕국들은 저마다의 특징과 문화, 국경 등을 가지고 있으며, 오늘날까지 독자적인 의식을 계승하고 있다. 오직 포르투갈만이 1640년 이베리아 연합의 결렬 이래 스페인에 병합되지 않은 채 독자적인 국가로 남아 있다.
가톨릭을 신봉하는 군주의 치세하에 스페인을 중앙집권국가로 만들려는 시도들이 이어졌다. 그러나 이러한 시도들은 각 왕국의 역사적 언어적 문화적 동질성위에 독자적 영역을 구축하고 있던 각 지역의 지배층에 의하여 격퇴되었다.
이러한 중앙과 지방의 대결의식은 스페인의 역사와 정치에서 오래된 문제이다. 프랑코 독재의 종말 이후, 민주화된 스페인에서는 억눌려 있던 지역에서 정치적 독립, 또는 더 큰 자치권을 획득하려는 움직임이 본격화하였다.
스페인 왕국이 수립된 지 수백 년이 지났음에도 불구하고, 많은 스페인 국적의 시민들은 그들 스스로를 "스페인인"이라고 생각하지 않는다. 그런 사람들은 대부분 역사적 왕국에 기인한 지역의 아이덴티티를 자신의 정체성으로 생각한다.

### 스페인 민족주의

## 민족주의

### 카탈루냐 민족주의
카탈루냐 민족주의는 월드컵 우승까지는 바스크 민족주의에 이어 가장 민족주의가 심한 곳이었다. 월드컵 우승 후, 민족주의자들은 줄어들었다. 카탈루냐 독립선언에 대한 논란이 끊이지 않고 있다.

### 바스크 민족주의
스페인에서 가장 난폭한 민족주의 중 하나로 그들은 폭력을 써서 독립을 성취하려고 한다.

## 같이 보기
- 스페인의 인구
- 카탈루냐 독립운동